# جينو بافوني
جينو بافوني (بالإنجليزية: Gino Pavone)‏ هو لاعب كرة قدم أمريكي في مركز ظهير ‏، ولد في 2 نوفمبر 1988 في سان فرانسيسكو في الولايات المتحدة. شارك مع منتخب الفلبين لكرة القدم. أما مع النوادي، فقد لعب مع Bay Area Ambassadors ‏.

## وصلات خارجية
- جينو بافوني على موقع قاعدة بيانات كرة القدم.إي يو (الإنجليزية)
- جينو بافوني على موقع ناشيونال فوتبول تيمز (الإنجليزية)